# Comerica Tower
Comerica Tower – wieżowiec w Detroit w USA. Został zaprojektowany przez Johnson/Burgee Architects i Kendall/Heaton Associates Inc. Wzniesiono go w latach 1991–1993. Został wykonany w stylu postmodernistycznym. Ma 189 metrów wysokości i 43 piętra nadziemne, obsługiwane przez 22 windy. Pod ziemią znajdują się jeszcze 2 kondygnacje. Jego całkowita powierzchnia wynosi 155 585 m². Poza biurami, w tym Comerica Bank, jednej z 25 największych korporacji bankowych w Stanach Zjednoczonych, powierzchnia wieżowca jest wykorzystywana w celach gastronomicznych oraz handlowych.